# Roghi, Dubăsari
Roghi, Dubăsari este un sat din cadrul comunei Molovata Nouă din raionul Dubăsari, Republica Moldova.
Conform recensământului neoficial din anul 2004, populația localității era de 770 locuitori, dintre care 734 (95,32%) moldoveni (români), 19 (2,46%) ucraineni și 14 (1,81%) ruși.

## Geografie
Localitatea se află la distanța de 13 km de orașul Dubăsari și la 63 km de Chișinău.

## Istorie
Satul Roghi a fost menționat documentar în anul 1748. La 1790, din banii enoriașilor este ridicată biserica din piatră cu hramul „Acoperământul Maicii Domnului”. Conform datelor arhivei țariste din Herson din 1859, „Roghi este un sat al statului din județul Tiraspol, pe partea stângă a drumului ce duce din Dubăsari la Novoarhanghelsk, județul Elizavetgrad. Satul se află pe malul Nistrului, are 85 de gospodării cu 424 de locuitori”.
În „Lista localităților guberniei Herson” din anul 1896 este indicat că „satul Roghi pe râul Nistru se află în volostea Lunga a județului Tiraspol. Satul este format din 141 gospodării țărănești, numărul de locuitori – 651 (324 bărbați și 327 femei). Satul are o pivniță de vinuri”.
Conform statisticilor țariste din 1916, în sat locuiau 780 de oameni în 186 de gospodării țărănești; se formase aici o asociație funciară.
În 1925, în sat a fost organizată gospodăria colectivă sovietică „1 Mai”. După Al doilea război mondial, satul trece în componența gospodăriei colective din s. Corjova, apoi în anii 1980-1982 în cadrul gospodăriilor din Cocieri și Molovata. Apoi, pe terenurile agricole ale satului a fost organizată gospodăria „Izvoraș”.